# Verbotene Liebe – Next Generation
Verbotene Liebe – Next Generation ist eine deutsche Dramaserie. Sie ist ein Spin-off der von Januar 1995 bis Juni 2015 im Vorabendprogramm des Ersten ausgestrahlten Fernsehserie Verbotene Liebe. In Zusammenarbeit mit der RTL Group wurden zehn Folgen im Sommer 2020 für den Streamingdienst TVNOW produziert. Die Folgen wurden von November 2020 bis Januar 2021 erstmals ausgestrahlt.

## Handlung
Fünf Jahre nachdem Ansgar von Lahnstein zu Unrecht wegen des Mordversuchs an Kommissar Martin Vogt ins Gefängnis gekommen ist, ist das Familienunternehmen Lahnstein Enterprises zerschlagen und der Familiensitz Schloss Königsbrunn auf den Modeunternehmer Robert Verhoven und dessen Familie übergegangen. Robert lebt mit seiner Frau Eva und den drei Kindern Alexander, Paul und Livia auf Königsbrunn und feiert mit seinem Mode-Imperium weltweite Erfolge. Er arbeitet mit Clarissa Gräfin von Anstetten zusammen, während der fashionbegeisterte Nachwuchs modemäßig lieber andere Wege als der Vater einschlagen würde.
In Düsseldorf kommt es zur gleichen Zeit zu einer schicksalhaften Begegnung von Alexander Verhoven, der als Geschäftsführer des väterlichen Modeunternehmens fungiert, mit der hübschen Modemanagement-Studentin Josefin Reinhard. Und das nächste Wiedersehen soll auch nicht lange auf sich warten lassen, denn Josefin erhält von der ihr unbekannten Clarissa von Anstetten eine Einladung zum Sommerfest der Verhovens auf Schloss Königsbrunn.
Als Ansgar von Lahnstein nach fünf Jahren schließlich aus dem Gefängnis entlassen wird, will er die Macht und den Familiensitz zurück erlangen. Zunächst verschafft er sich Zutritt zum Jubiläumsfest der Verhovens und versucht, Zugang zum Familienclan zu erlangen, der ihm seiner Meinung nach sein Erbe genommen hat. Unerwartet trifft er hier auch auf seine Halbschwester Carla von Lahnstein.
Carla leitet inzwischen eine erfolgreiche Event-Agentur und erhält den Auftrag, ausgerechnet auf ihrem ehemaligen Familiensitz Königsbrunn ein glamouröses Sommerfest zum 70-jährigen Jubiläum der Verhoven-Dynastie zu veranstalten. Hier trifft sich die High-Society Düsseldorfs, und es geht um weit mehr, als nur Sehen und Gesehen werden. Natürlich darf dabei auch die Grande Dame der noblen Gesellschaft, Charlie Schneider, nicht fehlen. Sie bringt ihren Neffen Olli Sabel mit, der die Blicke des jüngsten Verhoven-Sprosses Paul auf sich zieht.

## Drehorte
Als Drehort beibehalten wurde Schloss Ehreshoven in Engelskirchen als Außenkulisse von Schloss Königsbrunn. Neu dazugekommen sind u. a. das Düsseldorfer Fünf-Sterne-Hotel De Medici in der Altstadt und ein Teil der Innenräume von Ehreshoven, die statt der ehemaligen Studiokulissen als Innenbereich von Schloss Königsbrunn dienen. Außerdem das Bürogebäude GAP 15 am Düsseldorfer Graf-Adolf-Platz als Firmensitz von „Verhoven“, die 20° Restobar samt Außenbereich in der Düsseldorfer Altstadt als neue Kulisse für das bekannte Restaurant „Schneider’s“ sowie das Bekleidungsgeschäft Herzblut Soulfashion in der Kölner Weißenburgstraße als Fashion Store „Fräulein Grün“.
Die Dreharbeiten für Folge 1 fanden zum Teil an der belgischen Nordseeküste von Ostende und im Thermae Palace Hotel statt. Für Folge 3 wurde in der belgischen Stadt Antwerpen gedreht.

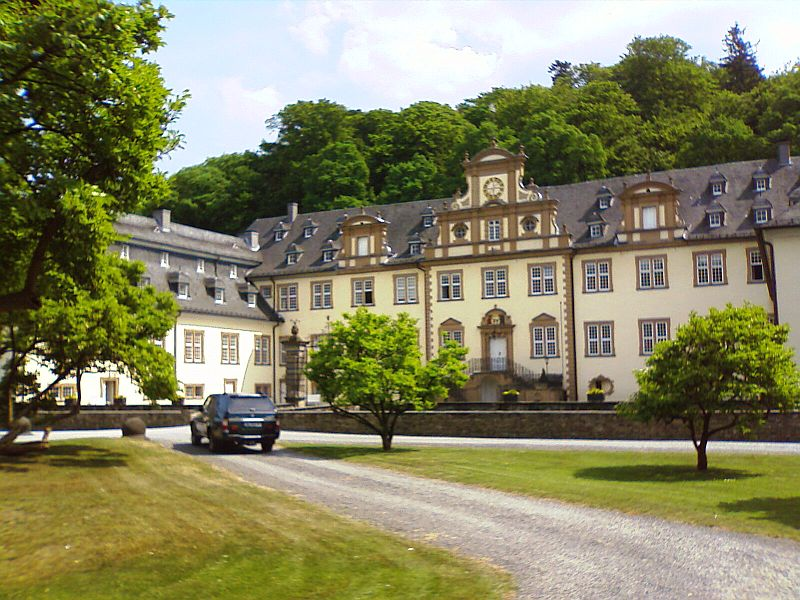
Schloss Ehreshoven dient als Innen- und Außenkulisse für Königsbrunn
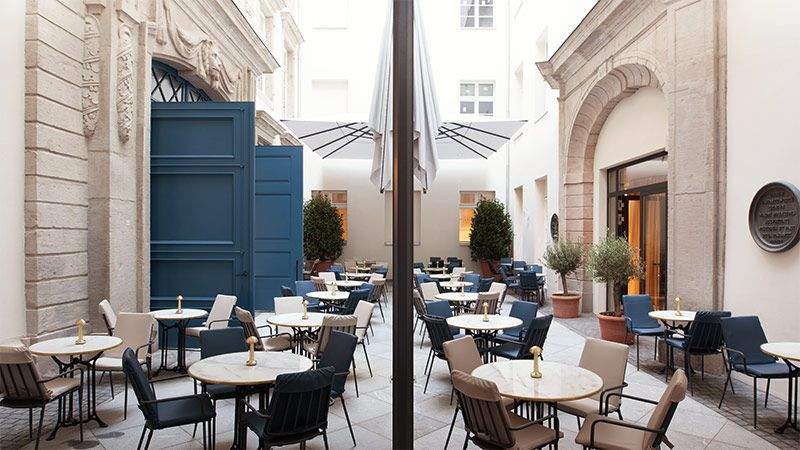
Das Restaurant 20° Restobar dient als Innen- und Außenkulisse für das „Schneider's“
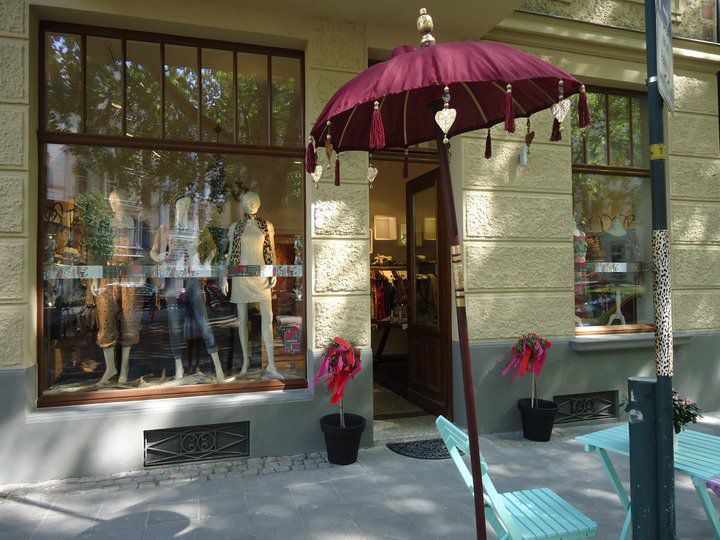
Der Modeladen Herzblut Soulfashion in Köln dient als Kulisse für „Fräulein Grün“
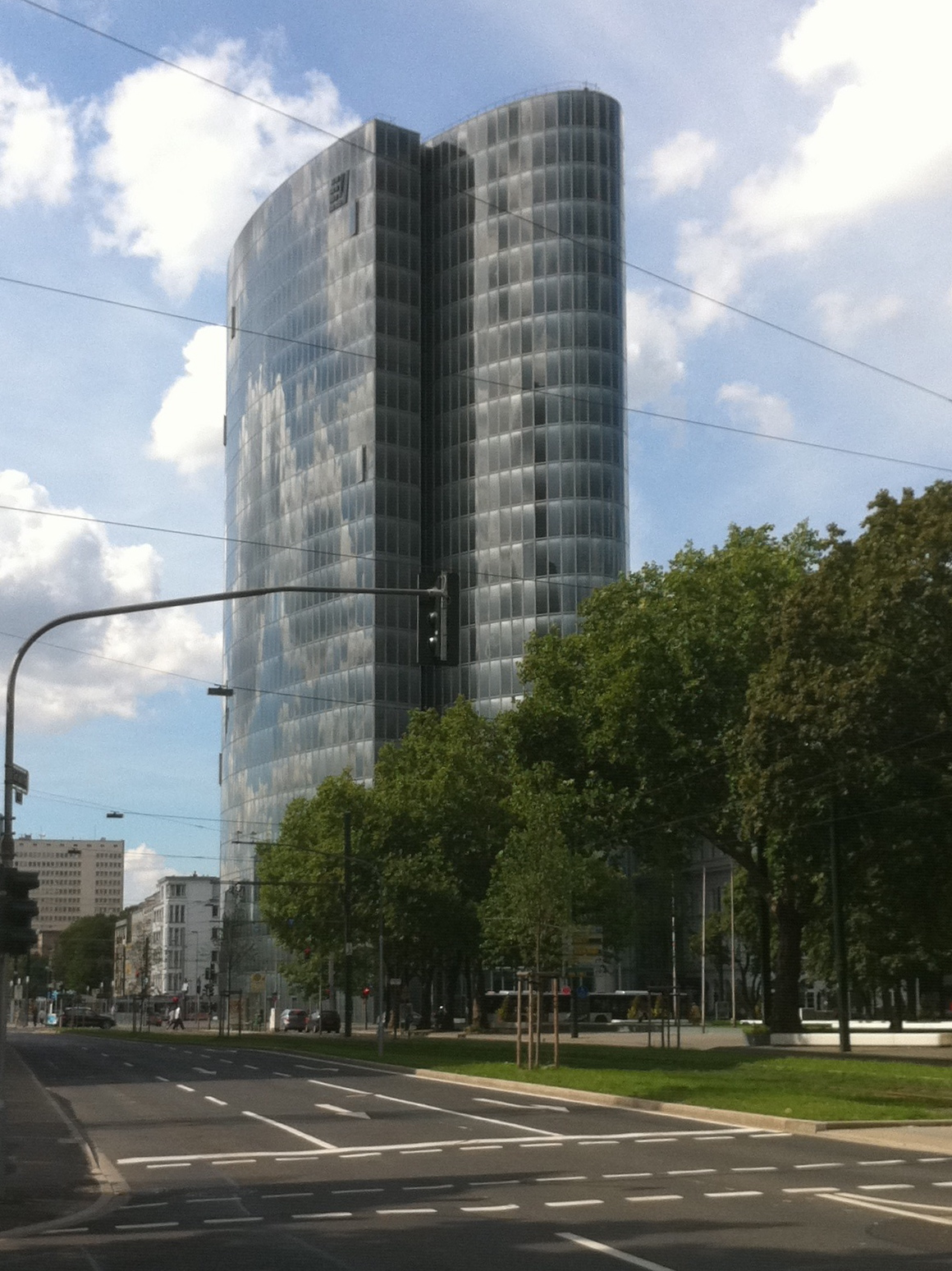
Das Bürogebäude GAP 15 in Düsseldorf dient als Firmensitz von „Verhoven“
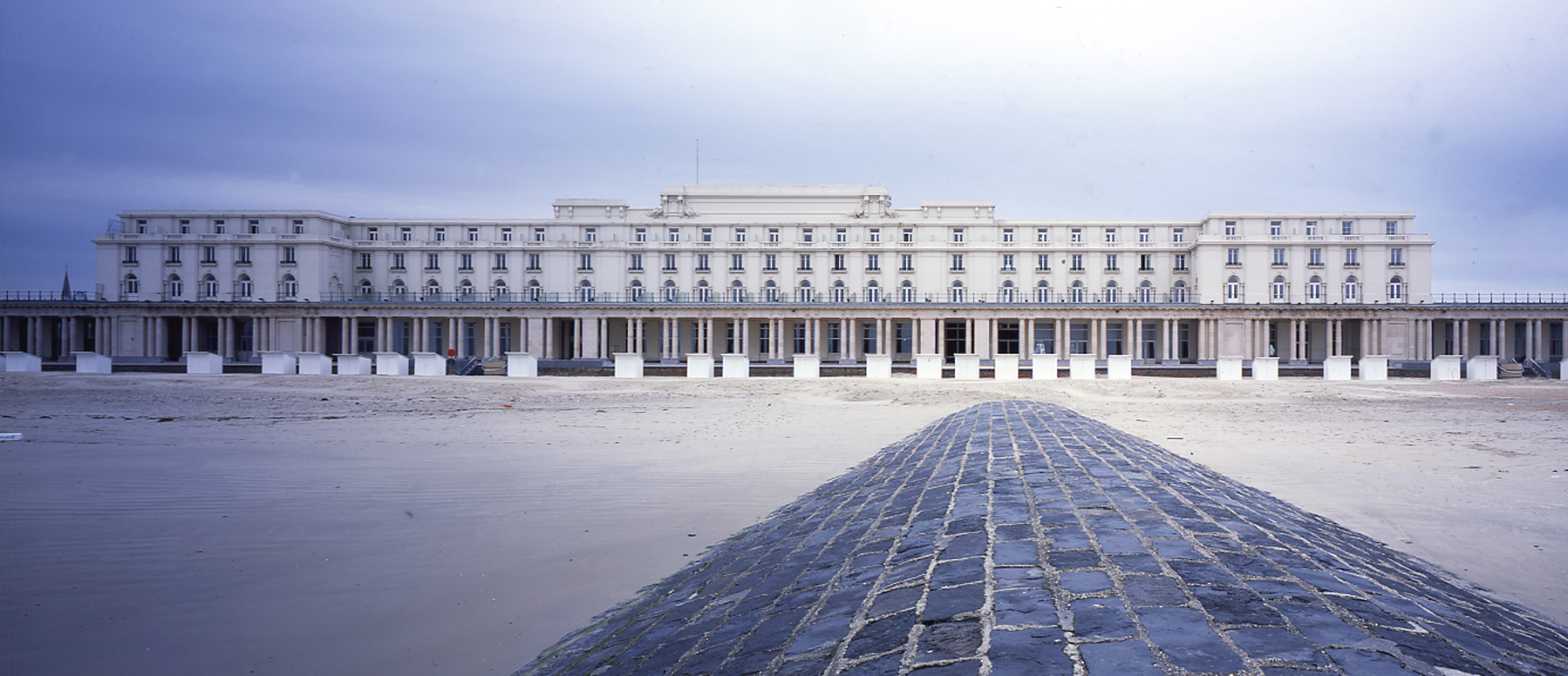
Das Thermae Palace Hotel in Ostende (BE) dient als Kulisse für Clarissas Rehazentrum

## Hintergrund
Nachdem die ARD die Hauptserie Verbotene Liebe Anfang 2015 abgesetzt hatte, übernahm RTL im März 2020 für seinen Streamingdienst TVNOW zunächst alte Folgen der Serie. Aufgrund des großen Erfolges kündigte RTL in Zusammenarbeit mit der UFA Serial Drama GmbH im Juni 2020 eine Fortsetzung unter dem Arbeitstitel Verbotene Liebe – Das Erbe an. Später wurde der Titel jedoch in Verbotene Liebe – Next Generation geändert. Über eine mögliche zweite Staffel wurde seitens RTL nie eine Aussage getroffen und somit bleibt die Serie trotz offenen Endes wohl bei nur einer Staffel stehen.

## Ausstrahlung
Nach der exklusiven Erstausstrahlung über die kostenpflichtige Version des Streamingdienstes TVNOW wurde die Serie einige Zeit später für die frei empfangbare Version zugänglich gemacht. Am 13. Dezember 2021 kam die Serie erstmals ins Free-TV. Beim Spartensender RTLup wurde die Serie montags bis freitags um 18:10 Uhr ausgestrahlt.

## Besetzung

### Neue Hauptdarsteller
| Schauspieler         | Rollenname                                    | Folgen    | Rollenbeschreibung |
| Heinz Hoenig         | Robert Verhoven                               | 1–10      | Eigentümer des Modeunternehmens „Verhoven“; Ehemann von Eva, Vater von Livia und Paul, Adoptivvater von Alexander |
| Stephanie Japp       | Eva Verhoven 1                                | 1–10      | Ehefrau von Robert, Mutter von Livia und Paul, Adoptivmutter von Alexander, Nichte 2. Grades von Christoph 2 |
| Frederik Götz        | Alexander Verhoven 1 geb. Jonas von Anstetten | 1–10      | Teilhaber und stellvertretender Geschäftsführer bei „Verhoven“, Gründer und Finanzchef von „Greenlights“ Adoptivsohn von Robert und Eva, Zwillingsbruder von Josefin, Adoptivbruder von Livia und Paul, Enkel von Clarissa, Onkel von Ava, bester Freund von Noah, Ex-Freund von Bobbi |
| Livia Matthes        | Livia Verhoven                                | 1–10      | Designerin bei „Verhoven“, Teilhaberin und Designerin bei „Greenlights“ Tochter von Robert und Eva, Schwester von Paul, Adoptivschwester von Alexander, Affäre von Ansgar |
| Lennart Betzgen      | Paul Verhoven                                 | 1–10      | Designer bei „Verhoven“, Teilhaber und Designer bei „Greenlights“; Sohn von Robert und Eva, Bruder von Livia, Adoptivbruder von Alexander, Freund von Olli |
| Sina Zadra           | Josefin Reinhard 1 geb. von Anstetten         | 1–10      | Modemanagement-Studentin, Teilhaberin von „Verhoven“, unterstützt Mia im „Fräulein Grün“ Mutter von Ava, Adoptivtochter von Iris, Zwillingsschwester von Alexander, Enkelin von Clarissa, Ex-Freundin von Finn, beste Freundin von Mia                                                 |
| Anuschka Tochtermann | Mia Ulrich                                    | 1–5, 7–10 | Inhaberin des alternativen Fashion Stores „Fräulein Grün“, beste Freundin von Josefin |
| Klaus Nierhoff       | Carl Brenner                                  | 1–4       | Finanzchef bei „Verhoven“ |
| Aslı Melisa Uzun     | Bobbi Atakan                                  | 1–10      | Influencerin, Model bei „Verhoven“, Ex-Freundin von Alexander |
| Martin Walde         | Finn Rogel                                    | 5–10      | Tischler, Vater von Ava, Ex-Freund von Josefin |

### Übernommene Hauptdarsteller der Hauptserie
| Schauspieler      | Rollenname                                           | Folgen    | Rollenbeschreibung |
| Wolfram Grandezka | Ansgar Graf von Lahnstein anerk. geb. Conte di Balbi | 1–10      | Neuer CEO bei „Verhoven“ Halbbruder von Carla, Affäre von Livia, Ex-Mann von Tanja |
| Claudia Hiersche  | Carla Gräfin von Lahnstein                           | 1–4, 7, 9 | Inhaberin einer Event-Agentur, Halbschwester von Ansgar |
| Isa Jank          | Clarissa Gräfin von Anstetten † geb. Clara Prozeski  | 1, 4 3    | Tante von Eva, Großmutter von Alexander und Josefin, Urgroßmutter von Ava, Erzfeindin von Tanja wird von ihrem Assistenten Juri Kasky ermordet, der in Tanjas Auftrag einen Hubschrauberabsturz verursacht |
| Gabriele Metzger  | Charlotte „Charlie“ Schneider                        | 1–2, 4–9  | Inhaberin des Nobelrestaurants „Schneiders“, Tante von Olli, Großtante von Ella |
| Jo Weil           | Oliver „Olli“ Sabel                                  | 1–10      | Model bei „Verhoven“, Vater von Ella, Neffe von Charlie, Freund von Paul |
| Miriam Lahnstein  | Tanja Gräfin von Lahnstein geb. Wittkamp             | 9–10      | Ex-Frau von Ansgar, Erzfeindin von Clarissa, Auftraggeberin von Clarissas Mörder Juri Kasky |

### Nebendarsteller
| Schauspieler        | Rollenname                   | Folgen         | Rollenbeschreibung                                                                               |
| Julius Dombrink     | Noah Miller                  | 1–8, 10        | Mitarbeiter bei „Verhoven“, bester Freund von Alexander                                          |
| Nicole Kersten      | Katharina Haubold            | 1–2, 4–7, 9–10 | Assistentin der Geschäftsführung bei „Verhoven“                                                  |
| Astrid Kohrs        | Iris Reinhard                | 1–10           | Adoptivmutter von Josefin, Adoptivgroßmutter von Ava                                             |
| Frida Krehnke       | Ava Reinhard 1               | 1–10           | Tochter von Josefin und Finn, Enkelin von Julia, Adoptivenkelin von Iris, Urenkelin von Clarissa |
| Isabel Trimborn     | Marie                        | 1–3, 7–8       | Hausdame der Familie Verhoven                                                                    |
| Hanna Weig          | Sybille Schütz               | 1–10           | Empfangsdame bei „Verhoven“                                                                      |
| Jannik Scharmweber  | Juri Kasky                   | 1–2, 4, 10     | Assistent und in Tanjas Auftrag handelnder Mörder von Clarissa                                   |
| Enrico Ledzinski    | N.N.                         | 1              | JVA-Beamter                                                                                      |
| Marc Dumitru        | Bencke                       | 1              | Finanzberater                                                                                    |
| Julie Moffatt       | Leonie Bach                  | 2              | Model bei „Verhoven“                                                                             |
| Alicja Rosinski     | Frau Heuser                  | 2              | Empfangsdame in der „Parkklinik“                                                                 |
| Larissa Matejovski  | N.N.                         | 2              | Journalistin                                                                                     |
| Gregor Raab         | N.N.                         | 2              | Discjockey                                                                                       |
| Barbara Schmidt     | Erika Hansen                 | 2              | Krankenschwester                                                                                 |
| Carl Bruchhäuser    | Pontus Jacobs                | 3, 6           | Inhaber von „Petno“                                                                              |
| Moussa Sullaiman    | Berk Atakan                  | 3              | Vater von Bobbi                                                                                  |
| Alice Eßer          | Frau Schumann                | 4              | Notarassistentin                                                                                 |
| Piet Fuchs          | Dr. Holger Saalfeld          | 4              | Notar                                                                                            |
| Gregor Weisgerber   | N.N.                         | 4              | Pfarrer                                                                                          |
| N.N.                | Ella                         | 5–10           | Tochter von Olli, Großnichte von Charlie                                                         |
| Anna Karolin Berger | Mel Sander                   | 5              | One-Night-Stand von Alexander                                                                    |
| Gerhard Gutberlet   | N.N.                         | 6              | NRW-Ministerpräsident                                                                            |
| Timo Ben Schöfer    | Kai Bauer                    | 7–8            | Privatdetektiv                                                                                   |
| Karen Gauler        | Eva Verhoven (jung)          | 8, 10          | Eva als junge Frau                                                                               |
| Madieu Ulbrich      | Ludwig                       | 8              | Fotograf                                                                                         |
| Nicolas Grandezka   | Nick                         | 8              | Model bei „Verhoven“                                                                             |
| Yasemin Askin       | Cécile Delacroix             | 9              | Model bei „Verhoven“                                                                             |
| Theresa Krehnke     | Silke Böhm                   | 10             | Mutter einer Freundin von Ava                                                                    |
| Philip Bender       | Professor Dr. Bernhard Kranz | 10             | Chefarzt der Intensivstation                                                                     |

## Erwähnte Rollen aus der Hauptserie
Die nachfolgenden Rollen aus der Hauptserie wurden erwähnt und/oder stehen in Verbindung mit ein oder mehreren Protagonisten von Verbotene Liebe - Next Generation, traten bisher jedoch nicht persönlich in Erscheinung.
Julia von Anstetten
Julia ist die Tochter von Clarissa † (aus der Beziehung mit Arno Brandner †) und wurde kurz nach der Geburt von ihrem Stiefvater (Christoph Graf von Anstetten †) adoptiert. Sie ist die Zwillingsschwester von Jan Brandner, die Cousine von Eva Verhoven, die Tante von Leonie Richter und die Großmutter von Ava. Sie hat einen Sohn namens Timo (aus der Ehe mit Tim Sander †) und die Zwillinge Jonas (alias Alexander) und Josefin (aus einem One-Night-Stand mit einem Unbekannten), die sie anonym zur Adoption freigab. Julia ist Fotografin von Beruf und gilt derzeit als verschollen.
Jan Brandner
Jan ist der Sohn von Clarissa und Zwillingsbruder von Julia von Anstetten. Er ist der Cousin von Eva Verhoven und der Onkel von Timo, Alexander und Josefin und der Großonkel von Ava. Er hat eine Tochter namens Leonie (aus der Beziehung mit Kerstin Richter). Jan war zuletzt Priester von Beruf und sein derzeitiger Aufenthaltsort ist unbekannt.
Timo Mendes
Timo ist der Sohn von Julia und Tim, der Cousin von Leonie und Halbbruder von Alexander und Josefin. Er ist der Neffe von Jan und Enkel von Clarissa und der Onkel von Ava. Timo lebt in einer Beziehung mit Leonie. Die beiden wohnen gemeinsam in Frankreich.
Leonie Richter
Leonie ist die Tochter von Jan Brandner und Kerstin Richter, die Cousine von Timo, Alexander und Josefin, die Großcousine von Ava und die Nichte von Julia. Sie ist die Enkelin von Clarissa und von Beruf Sängerin. Leonie lebt in einer Beziehung mit Timo und mit diesem zusammen in Frankreich, wo auch ihre Mutter lebt.
Christian Mann
Christian ist der Ex-Mann von Olli. Die beiden waren ein Paar und führten später auch eine eingetragene Lebenspartnerschaft, die zwischenzeitlich aufgelöst und wieder erneuert wurde. Schließlich verlässt Christian Düsseldorf in Richtung England, um dort als Pferdewirt auf einem Gestüt zu arbeiten. Die Fernbeziehung zerbricht letztlich, woraufhin Olli seine Lebenspartnerschaft mit Christian offiziell und endgültig auflöst.
Christoph Graf von Anstetten †
Christoph war der Ehemann von Clarissa von Anstetten. Außerdem war er der Vater von Henning von Anstetten und der Stiefvater von Julia von Anstetten. Er hatte zuletzt eine Beziehung mit Carolin von Anstetten, die aber mit seinem Sohn Henning verheiratet war. Nachdem Carolin in Untersuchungshaft musste, erpresste Clarissa Christoph zur erneuten Hochzeit. Da Christophs Verhältnis zu Henning zerrüttet war und Clarissa ihm und der schwangeren Carolin das Leben zur Hölle machte, nahm er sich das Leben.

## Trivia
Wegen der COVID-19-Pandemie wurden die Dreharbeiten unter erschwerten Bedingungen durchgeführt. Neben den üblichen Maßnahmen verzichtete man jedoch – im Gegensatz zu anderen Soaps – auf Abstand der Protagonisten während des Drehs. Auch Kuss-, Liebes- und Bettszenen wurden normal gedreht. Hierfür wurden die Darsteller immer wieder tageweise isoliert.
Im Mittelpunkt des Spin-Offs steht eine neue Generation, angeführt von Sina Zadra, Frederik Götz, Livia Matthes und Lennart Betzgen. Einige der ehemaligen Hauptdarsteller der Ursprungsserie, darunter Wolfram Grandezka, Jo Weil, Claudia Hiersche und Gabriele Metzger, wurden für das Spin-Off übernommen. Im Januar 2021 wurde bekannt, dass auch Miriam Lahnstein in der Rolle der Tanja von Lahnstein zur Serie zurückkehren wird. Isa Jank wurde ebenfalls aus der Hauptserie übernommen. Ihre Rolle als Clarissa von Anstetten wurde jedoch nur als „Special Appearance“ angekündigt; sie schied bereits in der ersten Episode nach einem Hubschrauberabsturz aus.
In der Folge The Show Must Go On sind in Clarissas Anwesen Familienfotos von Jan, Julia, Timo und Leonie zu sehen. Dabei sind auf den Fotos von Julia und Jan die Originalschauspieler Valerie Niehaus und Andreas Brucker zu sehen und nicht die späteren Recasts Nina Bott und Hubertus Grimm.

## Episodenliste
| Nr. | Originaltitel       | Erstausstrahlung DE |
| --- | ------------------- | ------------------- |
| 1 | Geheimnisse         | 23. Nov. 2020       |
| Eine strahlende Gala zum 70. Jubiläum der Verhoven-Dynastie soll auf Schloss Königsbrunn gefeiert werden. Eingeladen haben die Verhovens und Clarissa von Anstetten nicht nur das "Who is Who" der Düsseldorfer Upper Class, sondern auch die alleinerziehende Mutter Josefin Reinhard, die keine Ahnung hat, wie sie zu dieser Ehre kommt. Erst auf der Party trifft sie den Sohn des Hauses, Alexander Verhoven wieder, dem sie zuvor am Flughafen begegnet war. Unterdessen ist Ansgar von Lahnstein nach fünf Jahren Haft wieder ein freier Mann und hat nur ein Ziel: Er will Königsbrunn und die Macht zurück. Er verschafft sich Zugang zur Party der Verhovens auf seinem ehemaligen Familiensitz, wo er auch auf seine Halbschwester Carla trifft, die das Fest mit ihrer Eventagentur organisiert. Als die inzwischen schwerkranke Clarissa abends mit dem Helikopter über Schloss Königsbrunn fliegt, kommt es zu einem dramatischen Zwischenfall. |                     |                     |
| 2 | The Show Must Go On | 30. Nov. 2020       |
| Der schreckliche Unfall auf der Party, bei dem Clarissa ums Leben gekommen ist, hält alle im Bann. Vor allem Josefin will nun erst recht wissen, warum Clarissa sie unbekannterweise zum Fest eingeladen hat. So begibt sie sich in das imposante Bürogebäude von "Verhoven", wo heute – the show must go on – eine Modenschau stattfindet. Auf der Modenschau treffen sich auch Olli und Paul wieder, die sich bereits auf der Party begegnet waren. Es knistert gewaltig zwischen dem jüngsten Verhovenspross und dem zwanzig Jahre älteren Olli. Ansgar findet heraus, was es mit Alexander und Josefin auf sich hat und erpresst mit diesem Wissen Eva Verhoven, die um ihre Tante Clarissa trauert. Entweder sie sorgt dafür, dass er Controller bei "Verhoven" wird oder er informiert ihren ahnungslosen Ehemann über das lange gehütete Familiengeheimnis. |                     |                     |
| 3 | Frischer Wind       | 7. Dez. 2020        |
| Nach dem hart erkämpften und erfolgreichen Start von "Greenlights" entscheidet Alexander zusammen mit der belgischen Firma "Petno", seine Träume von nachhaltiger, umwelt- und ressourcenschonender Mode weiterzuverfolgen. Zu diesem Zweck reist er gemeinsam mit Josefin nach Antwerpen, wo sich die beiden nicht nur beruflich sehr nahe kommen. In Düsseldorf genießt Livia derweil ihren heißen Flirt mit Ansgar, der schließlich im Bett endet. Doch Ansgar hat sich Livia nicht ohne Hintergedanken genähert. Er will über sie Zugang zu den Firmeninterna von "Verhoven" erlangen. |                     |                     |
| 4 | Wahrheit            | 14. Dez. 2020       |
| Clarissas Beerdigung steht an und die Gäste haben sich versammelt. Doch wahre Trauer will nicht so recht aufkommen, vor allem Ansgar kann sich ein Schmunzeln bei der Trauerrede nicht verkneifen. Alexander trifft eine Entscheidung gegen Bobbi, da er mit Josefin zusammen sein möchte. Doch genau jetzt platzt die Bombe, als beide überraschend eine Einladung zur Testamentseröffnung von Clarissa von Anstetten erhalten. Ansgar bekommt derweil von Livia eine Information, mit der er Brenner für längere Zeit ausschalten und dessen Position in der Firma einnehmen kann. |                     |                     |
| 5 | Chaos               | 21. Dez. 2020       |
| Alexander flüchtet nach Berlin und stürzt sich haltlos ins Nachtleben, während Josefin durch ihre kleine Tochter Ava schneller mit der Realität umgehen muss und zunächst Fassung bewahrt. Robert bietet Josefin an, ihr ihre Anteile an der Firma auszuzahlen, doch sie lehnt tapfer ab und steigt bei "Verhoven" ein. Josefin staunt nicht schlecht, als plötzlich ihr Ex und Avas Vater Finn vor der Tür steht. Er sucht offensiv wieder den Kontakt zu ihr und Ava, was Josefin aber ablehnt. Derweil besucht Paul Olli zu Hause und lernt dort auch Ollis kleine Tochter Ella kennen. Paul und Olli lassen ihren Gefühlen endlich freien Lauf. Livia schlägt sich, nach einem heftigen Streit mit ihrem Vater, weiter auf Ansgars Seite und versorgt diesen mit Informationen von Brenners Rechner. Nachdem Robert von Eva die Wahrheit erfahren hat, weiß er nun auch von Ansgars Erpressung und wirft ihn aus der Firma. Doch Ansgar hat, dank des USB-Sticks von Livia, kompromittierende Informationen über Robert und droht ihm, diese an die Öffentlichkeit zu bringen. Um keinen Skandal auszulösen, bleibt Robert nichts weiter übrig, als Ansgars Forderung nachzugeben und ihm seinen alten Posten zurückzugeben. |                     |                     |
| 6 | Absturz             | 28. Dez. 2020       |
| Alexander und Josefin haben einen Weg gefunden und arbeiten nun miteinander weiter an "Greenlights". Bei den Verhovens steht unterdessen die Geburtstagsfeier von Eva an. Damit nach außen hin der Schein der Familie Verhoven aufrechterhalten werden kann, soll Josefin auf der Feier offiziell in die Gesellschaft eingeführt werden. Robert sorgt auf der Feier für einen Eklat und führt Frau und Kinder in aller Öffentlichkeit vor. Dies führt zu handfesten Streitigkeiten sowohl zwischen Robert und seinen Kindern, als auch zwischen Alexander und Pontus, der ebenfalls zur Feier eingeladen war. Eva kann nur mit viel Mühe ihre Fassade aufrechterhalten. Später versucht sie jedoch sich mit einer Überdosis Tabletten das Leben zu nehmen. Im letzten Moment kann sie von Alexander gehindert werden. Ansgar schafft es derweil mehr und mehr Roberts Vertrauen zu gewinnen und wird von ihm langsam in die Interna des Unternehmens eingeweiht. Finn bemüht sich, künftig ein guter Vater für Ava zu sein und verbringt wieder mehr Zeit mit seiner Tochter. Josefin ist zunächst nicht begeistert, aber als sie selbst mitbekommt, wie liebevoll sich Finn um Ava kümmert, weicht ihre Skepsis. Auf Evas Geburtstagsparty kommt es zu einem weiteren innigen Moment zwischen Alexander und Josefin, den Josefin panisch abbricht. Alexander zieht es nach dem Eklat auf der Feier und dem innigen Moment mit Josefin erneut zu ihr. Er nutzt die Gelegenheit, Josefin ihre Haarspange, welche sie bei ihrer Flucht aus dem Schlossgarten verloren hatte, zurückzubringen. Doch ein Blick durchs Fenster verpasst ihm den zweiten Tiefschlag an diesem Tag: er erblickt Josefin und Finn beim leidenschaftlichen Sex. |                     |                     |
| 7 | Verbotene Gefühle   | 4. Jan. 2021        |
| Eva hat aus der Demütigung der Kinder an ihrem Geburtstagsfest gelernt und emanzipiert sich von Robert. In einer entscheidenden Abstimmung entdeckt sie endlich ihre Kraft und nutzt sie. Josefines Tochter Ava hat Geburtstag und Alexander bietet an das Fest auf Königsbrunn zu organisieren. Ava ist begeistert und auch Finn geht ohne Argwohn auf Alexander zu. Josefin jedoch kann die Nähe zu Alexander kaum noch ertragen. Als sie nach dem Fest nochmals zu ihm fährt, kommt es erst zum Streit und dann zu verbotener Nähe. Ansgar hat unterdessen einen Privatdetektiv engagiert und bekommt über diesen die Information, dass Clarissas Absturz kein Unfall war. Damit steht fest, dass Clarissa ermordet wurde. Da Clarissa in einem Helikopter der Verhovens unterwegs war, fällt der Verdacht sofort auf Robert, dem der "Unfall" sehr gelegen kam, um Clarissa als Teilhaberin loszuwerden. Aber auch Ansgars Ex-Frau Tanja kommt ins Gespräch, da sie Clarissas ärgste Feindin war und jeden Grund hätte, sie aus dem Weg zu räumen. Olli bittet Paul, kurz auf Ella aufzupassen. Als er ihn dann mit Ella wild hüpfend auf dem Trampolin vorfindet, kommt es zwischen den beiden zum ersten heftigen Streit, nach dem beide unversöhnlich auseinandergehen. |                     |                     |
| 8 | Leidenschaft        | 11. Jan. 2021       |
| Das große Fotoshooting für die neue „Greenlights“-Kollektion steht an und die Vorbereitungen laufen auf Hochtouren. Livia hat atemberaubende Outfits kreiert und alle arbeiten mit vollem Einsatz, diese perfekt in Szene zu setzen. Josefin versucht derweil vergeblich, Alexander auszuweichen. Ex-Freundin Bobbi, das Gesicht der Kampagne, lässt die beiden nicht aus den Augen und nutzt jede Gelegenheit, sich Alex wieder anzunähern. Doch am Ende des Shootingtages gerät die Situation völlig außer Kontrolle und für Josefin und Alexander ist nichts mehr, wie es war. Auch im Schloss lässt Robert die Bombe platzen: Er will sich für Evas öffentliche Demütigung rächen und sie als Teilhaberin entmachten. Dabei schreckt er selbst bei seiner eigenen Ehefrau vor nichts zurück und greift zu gefährlichen Mitteln. Paul ist fassungslos, als er erfährt, dass seine Mutter erneut in die Nervenklinik eingeliefert werden muss. Sofort ahnt er, welches falsche Spiel sein Vater spielt. Paul ist verzweifelt, doch auch seine große Liebe Olli schafft es nicht, ihn vor einem Absturz zu bewahren. Die Familie Verhoven liegt in Schutt und Asche und auch Ansgar setzt alles daran, Robert endgültig zu vernichten. Doch noch jemand lauert in der Dunkelheit, um beim Spiel um Macht und Reichtum mitzumischen: Es ist eine Frau, mit der niemand gerechnet hat, und die nur auf die richtige Gelegenheit wartet... |                     |                     |
| 9 | Verrat              | 18. Jan. 2021       |
| Robert steht das Wasser bis zum Hals: Eva holt zum Gegenschlag aus, will ihn wegen jahrelangem Machtmissbrauch ans Messer liefern. Dabei gelingt es ihr, mit Hilfe von Carla kompromittierende Beweise zu beschaffen. Auch Paul schafft es, seine passive Opferrolle hinter sich zu lassen. Nach seinem abermaligen Absturz wird er von Olli emotional aufgefangen. Voller neuem Tatendrang organisiert er einen Pop-Up-Store für „Greenlights“. Die Veranstaltung wird zum vollen Erfolg und nichts scheint einem Durchbruch des nachhaltigen Mode-Labels mehr im Wege zu stehen. Alexander und Josefin werden heimlich von Bobbi und Finn in einem intimen Moment beobachtet und fotografiert. Das Unheil nimmt seinen Lauf, als Bobbi das Foto veröffentlicht. |                     |                     |
| 10 | Außer Kontrolle     | 25. Jan. 2021       |
| Die Ereignisse überschlagen sich: Robert wird des sexuellen Missbrauchs angeklagt und in seinem Büro vor den Augen seiner Frau Eva und seiner Kinder verhaftet. Sehr zur Freude von Ansgar, der sofort die laufenden Geschäfte übernimmt. Doch er kann es sich nicht lange in seinem Chefsessel in Roberts Büro gemütlich machen. Denn seine unberechenbare Ex-Frau Tanja wartet nur auf ihren großen Auftritt: Aber was hat sie vor? Doch es kommt noch dicker: Ein Foto, das Josefin und Alexander küssend zeigt, verbreitet sich in den sozialen Medien wie ein Lauffeuer. Die Presse belagert die Holding und erwartet eine Erklärung zur verbotenen Geschwisterliebe. Um weiteren Imageschaden abzuwenden, soll Alexander die Unterstellungen dementieren. Doch kann er die tiefen Gefühle für seine Zwillingsschwester leugnen? Auch vor der Kita von Josefines Tochter Ava lauert die Presse und Josefin versucht verzweifelt, Ava unbemerkt rauszuschleusen. Die abwertenden Blicke und Kommentare der anderen Mütter entgehen ihr dabei nicht. Alexander will die beiden in Sicherheit bringen, doch die Drei werden von der Presse entdeckt und zu Gejagten. Mit verhängnisvollen Folgen. |                     |                     |